# チームNIII 3rd Stage「Fiona.N」公演
チームNIII 3rd Stage「Fiona.N」公演は、GNZ48チームNIIIの3rd公演である。

## 公演内容

### 曲目
本編
1. overture
（作曲·編曲：尾澤拓実）
全GNZ48公演共通である。
2. Made in China
（Made in China、作詞：呂孝廷/田納、作曲：呂孝廷、編曲：呂孝廷）
3. ？？？
（？？？、作詞：Tpe Uncle、作曲：Mcflied Chicken、編曲：Mcflied Chicken）
4. ！！！
（！！！、作詞：Tpe Uncle、作曲：OKBOYS、編曲：OKBOYS）
5. Miss Fiona
（Miss Fiona、作詞：黄楓宜、作曲：朴志娟、編曲：韓在俊）
6. One Life
（One Life、作詞：廖芸珮、作曲：朴志娟、編曲：韓在俊）
7. 花送り
（花寄、作詞：NINA、作曲：Project M、編曲：Project M）
8. ひそかに観察する
（暗中观察、作詞：田納、作曲：金源奕、編曲：金源奕）
9. +-
（+-、作詞：田納、作曲：金源奕、編曲：金源奕）
10. 私の声で
（用我的声音、作詞：呂孝廷、作曲：唐紹崴、編曲：唐紹崴）
11. 噗通噗通
（噗通噗通、作詞：呂孝廷、作曲：呂孝廷、編曲：呂孝廷）
12. 誰が馬鹿だ
（谁是傻瓜、作詞：黄楓宜、作曲：Shimizu Yuta、編曲：Shimizu Yuta）
13. Victoraの秘密
（给Victoria的秘密、作詞：Kiyou、作曲：OKBOYS、編曲：OKBOYS）
14. Listen to Mia
（Listen to Mia）
15. 内心の芝居
（内心戏）
16. 人生の経験
（人生经验、作詞：甘世佳、作曲：Shaliponte、編曲：Shaliponte）

アンコール
1. 完璧ではない
（不完美、作詞：Tpe Uncle、作曲：Project M、編曲：Project M）
2. 手を放さない
（不放手、作詞：Tpe Uncle、作曲：Mcflied Chicken、編曲：Mcflied Chicken）
3. 大衆の期待に負けない
（不负众望、作詞：呂孝廷、作曲：呂孝廷、編曲：呂孝廷）

## GNZ48 チームNIII 3rd Stage「Fiona.N」公演
公演期間
2018年7月6日 -
出演メンバー
陳慧婧・洪靜雯・左嘉欣・左婧媛・劉力菲・謝艾琳・陳楠茜・鄭丹妮・冼燊楠・熊心瑤・沈夢瑤・肖文鈴・陳欣妤・馮嘉希・劉倩倩・盧静・唐莉佳・サポートメンバー

ユニット曲担当
- One Life（陳慧婧、洪靜雯、左嘉欣、左婧媛）
- 花送り（劉力菲、謝艾琳）
- ひそかに観察する（鄭丹妮、陳楠茜、冼燊楠、熊心瑤、肖文鈴）
- +-（陳欣妤、馮嘉希）
- 私の声で（劉倩倩、盧静、唐莉佳）
- 噗通噗通（鄭丹妮）